# Ewa Kopacz

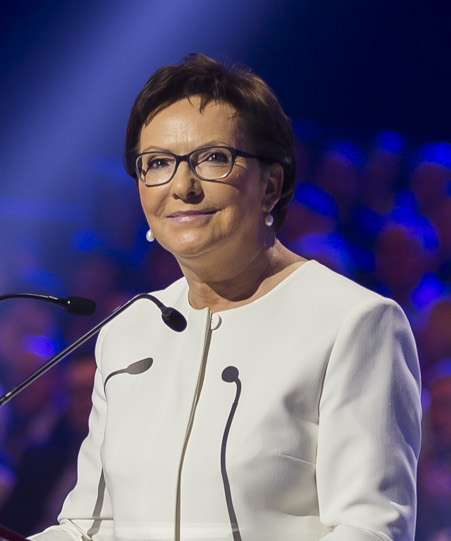
Ewa Kopacz (2015)

Ewa Bożena Kopacz [ˈɛva bɔˈʐɛna ˈkɔpat͡ʂ] anhörenⓘ (* 3. Dezember 1956 in Skaryszew) ist eine polnische Ärztin, Politikerin und war zwischen 22. September 2014 und dem 16. November 2015 Ministerpräsidentin der Republik Polen. Zuvor war sie von 2007 bis 2011 Gesundheitsministerin sowie von 2011 bis 2014 Parlamentspräsidentin. Kopacz gehört der liberal-konservativen Bürgerplattform (PO) an. 
Bei der Parlamentswahl in Polen 2015 war sie Spitzenkandidatin ihrer Partei, verlor jedoch gegen ihre Mitbewerberin Beata Szydło von der nationalkonservativen Recht und Gerechtigkeit (PiS). 2019 wurde sie ins Europäische Parlament gewählt und ist einer der 14 Vizepräsidenten.

## Herkunft
Kopacz, geborene Lis, wuchs in Radom als Tochter eines Schlossers und einer Schneiderin auf. 1981 schloss sie ein Studium der Allgemeinmedizin und der Kinderheilkunde an der Medizinischen Akademie Lublin ab. Anschließend leitete sie bis 2001 ein unabhängiges Ärztehaus in Szydłowiec. Zugleich war sie 1998 bis 2001 als Beraterin im Woiwodschaftsparlament Masowiens tätig.

## Politische Karriere
1994 bis 2001 gehörte Kopacz der liberalen Partei Freiheitsunion (poln. Unia Wolności) an, in der sie unter anderem Vorsitzende des Kreisverbandes in Radom war. Vor den Parlamentswahlen 2001 trat sie der liberalkonservativen Bürgerplattform bei. Als deren Kandidatin gelang ihr der Einzug in den Sejm, das Unterhaus des Parlaments. Bei den Parlamentswahlen 2005 verteidigte sie ihr Mandat. Sie wurde zur Vorsitzenden des Gesundheitsausschusses gewählt und trat 2006 an die Spitze des Woiwodschaftsverbandes der Bürgerplattform in Masowien. Bei den vorgezogenen Parlamentswahlen 2007 siegte sie erneut in ihrem Wahlkreis in Radom und übernahm anschließend das Gesundheitsressort im Kabinett des neuen Ministerpräsidenten Donald Tusk. Noch im selben Jahr brachte sie die in Polen kontrovers diskutierte Unterstützung für In-vitro-Fertilisation ins Gespräch, was ihr scharfe Kritik vonseiten des katholischen Klerus einbrachte.
Nach dem Unfall der polnischen Präsidentenmaschine bei Smolensk am 10. April 2010 nahm sie persönlich an der Obduktion und Identifizierung der Opfer in Smolensk und Moskau teil.
Nach den Parlamentswahlen 2011 wurde Kopacz zur Parlamentspräsidentin gewählt, sie war die erste Frau an der Spitze des Sejms. 2013 wurde sie als Nachfolgerin von Grzegorz Schetyna zur stellvertretenden Vorsitzenden der Bürgerplattform gewählt. Nach der Nominierung Tusks zum Präsidenten des Europäischen Rates wurde sie am 15. September 2014 von Staatspräsident Bronisław Komorowski als zweite Frau nach Hanna Suchocka zur polnischen Ministerpräsidentin ernannt. Ihr Nachfolger als Parlamentspräsident wurde der bisherige Außenminister Radosław Sikorski.
Nach der Niederlage ihrer Partei PO bei der Parlamentswahl 2015 demissionierte sie mit ihrer Regierung gemäß den Gepflogenheiten am 12. November 2015 anlässlich der ersten Sitzung des neugewählten Sejm, führte aber die Geschäfte bis zum Amtsantritt der neuen Regierung unter Beata Szydło weiter.
Unmittelbar nach der Parlamentswahl war innerparteiliche Kritik an Kopacz’ Führung aufgekommen. Diese gipfelte in ihrer Niederlage gegen Sławomir Neumann um den Fraktions-Vorsitz im Sejm. Kopacz wollte sich daraufhin einer Vertrauensabstimmung stellen, kündigte jedoch an, sich nicht mehr bei der turnusmäßigen Neuwahl um den Parteivorsitz zu bewerben. Neuer Parteivorsitzender wurde im Januar 2016 ihr parteiinterner Rivale Grzegorz Schetyna. Seitdem war sie einfache Abgeordnete im Sejm.
Bei der Europawahl 2019 trat sie erfolgreich auf der Liste der „Europäischen Koalition“, einer gemeinsamen Liste von PO, SLD, PSL, Grünen und Nowoczesna an. Sie wurde am 3. Juli 2019 mit 461 Stimmen im ersten Wahlgang zur Vizepräsidentin des EU-Parlaments gewählt.

## Privates
Kopacz war bis 2008 mit dem Staatsanwalt und Sportfunktionär Marek Kopacz verheiratet. Ihre aus dieser Ehe stammende Tochter Katarzyna Kopacz absolvierte ebenfalls eine medizinische Ausbildung und arbeitet als Gynäkologin an der Klinik der Medizinischen Universität Danzig.

## Ehrungen
- Königlicher Verdienstorden, Norwegen (2012)
- Orden des heiligen Karl, Monaco (2012)
- Orden des Marienlandkreuzes, Estland (2014)